# برناردو سیلوا
برناردو موتا ویگا د کاروالیو سیلوا (به پرتغالی: Bernardo Mota Veiga de Carvalho e Silva؛ زادهٔ ۱۰ اوت ۱۹۹۴) بازیکن فوتبال اهل پرتغال است که در پست هافبک هجومی برای باشگاه فوتبال منچسترسیتی در لیگ برتر انگلستان و تیم ملی فوتبال پرتغال بازی می‌کند. از جمله تیم‌هایی که سیلوا در آن‌ها بازی کرده است می‌توان به بنفیکا، موناکو و منچستر سیتی اشاره کرد. او بیشتر بخاطر سرعت بالا، حمل توپ فوق‌العاده سریع و پاس‌های خط‌کشی شده به‌عنوان یکی از برترین هافبک‌های چند سال اخیر شناخته می‌شود.
وی در سال در تیم منتخب مسابقات جام ملت‌های زیر ۲۱ سال اروپا قرار گرفت.

## دوران بازی

### بنفیکا
برناردو سیلوا، محصول آکادمی‌های بنفیکا است و همراه با تیم جوانان بنفیکا، قهرمان فصل ۱۳–۲۰۱۲ لیگ جوانان پرتغال شد.

### موناکو

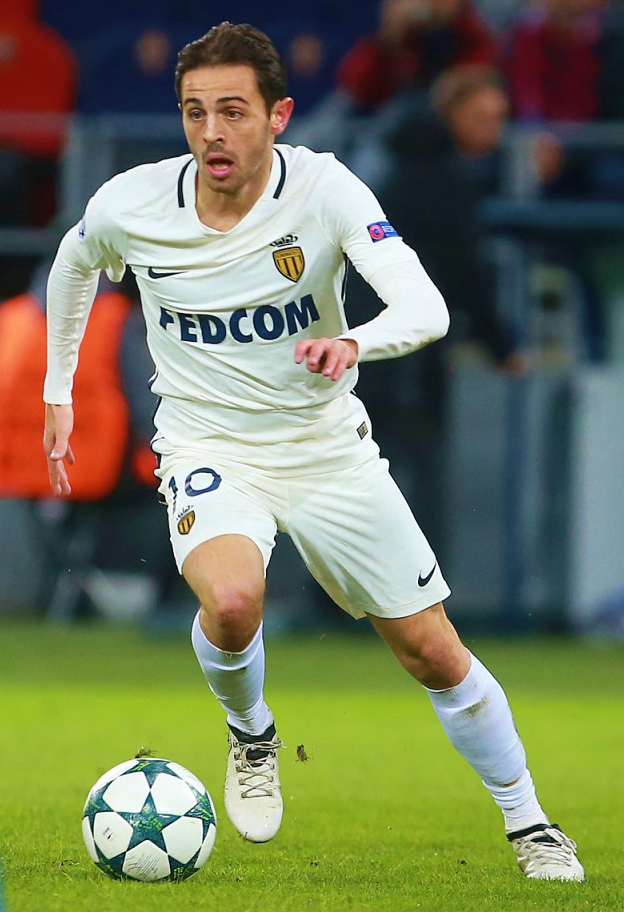
۲۰۱۶

سیلوا در اوت ۲۰۱۴ و با قرارداد قرضی یک ساله به موناکو پیوست. در سال ۲۰۱۵، موناکو با ۱۵٫۷۵ میلیون یورو سیلوا را خرید و قراردادی تا سال ۲۰۱۹ با این باشگاه امضا کرد.
سیلوا موفق شد با موناکو و در فصل ۱۷–۲۰۱۶ به نیمه نهایی لیگ قهرمانان اروپا برسد. آن‌ها در این راه، منچستر سیتی را شکست دادند.

### منچستر سیتی
در ماه مه سال ۲۰۱۷، منچستر سیتی تأیید کرد که با قراردادی ۵ ساله، برناردو سیلوا را خریده است. بنا به گزارش‌ها قرارداد سیلوا، به ارزش ۵۰ میلیون یورو، همراه با ۲۰ میلیون یورو پاداش احتمالی بوده است.

## افتخارات
بنفیکا
- لیگ برتر فوتبال پرتغال(۱): ۲۰۱۴–۲۰۱۳

موناکو
- لیگ ۱(۱): ۲۰۱۷–۲۰۱۶

منچستر سیتی
- لیگ برتر فوتبال انگلستان(۵): ۲۰۱۸–۲۰۱۷، ۲۰۱۹–۲۰۱۸، ۲۰۲۱–۲۰۲۰
- جام حذفی فوتبال انگلستان(۲): ۲۰۱۹–۲۰۱۸
- جام اتحادیه فوتبال انگلستان(۴): ۲۰۱۸–۲۰۱۷، ۲۰۱۹–۲۰۱۸، ۲۰۲۰–۲۰۱۹، ۲۰۲۱–۲۰۲۰
- سوپر جام فوتبال انگلستان(۲): ۲۰۱۸، ۲۰۱۹
- لیگ قهرمانان اروپا

۲۰۲۳–۲۰۲۲ قهرمان
۲۰۲۱–۲۰۲۰ نایب قهرمان
پرتغال
- جام کنفدراسیون‌ها ۲۰۱۷ عنوان سوم
- لیگ ملت‌های اروپا(۱): ۱۹–۲۰۱۸
- لیگ ملت‌های اروپا ۲۵–۲۰۲۴